# エーゲ海のブルース
ミュージカル・ロマン『エーゲ海のブルース』（エーゲかいのブルース）は宝塚歌劇団で上演されたミュージカル作品。15場。
星組公演。併演作品は『ザ・ストーム』。
この公演作品より姿晴香は瀬戸内美八の相手役になる。

## 物語
※『宝塚歌劇100年史（舞台編）』の152ページを参照
第二次世界大戦中、ナチの収容所に無実の罪で囚われていた考古学者のダニエルは、希望や学問への情熱、いきがい…を失い、生きるべき道を迷う。一時はかつての教え子マックスに誘われ、腐敗的な悪の世界に溺れる。女学生・ナタリーにあることから知り合い、若者たちの純粋な生き方に刺激されて再び生きがいを取り戻すロマン作品。
ジャクリーヌはマックスから紹介されて、ダニエルの恋人となるが、悪徳の道から脱出しようとするダニエルに危険が迫り、マックスやしがらみの狭間で悩み苦しむ。はたして、ダニエルとジャクリーヌの行く末は…。

## 公演期間と公演場所
- 1982年6月25日 - 8月10日[1]（第一回・新人公演：7月16日[2]、第二回・新人公演：7月30日[2]）　宝塚大劇場
- （東京宝塚劇場公演なし）

## スタッフ
- 作・演出：柴田侑宏[1]
- 音楽[3]：寺田瀧雄、吉崎憲治
- 音楽指揮：野村陽児[3]
- 振付[3]：岡正躬、司このみ
- 装置：黒田利邦[3]
- 衣装：任田幾英[3]
- 照明：今井直次[4]
- 音響：松永浩志[4]
- 小道具：上田特市[4]
- 効果：扇野信夫[4]
- 演出補：村上信夫[4]
- 演出助手：中村暁[4]
- 制作：久国高[4]

## 主な配役
- ダニエル・サンクルール - 瀬戸内美八（第一回・新人公演：日向薫、第二回・新人公演：紫苑ゆう）[2]
- ジャクリーヌ - 姿晴香（第一回・新人公演：愛原さゆ美、第二回・新人公演：秋篠美帆）[2]
- マックス・ミランド - 峰さを理（第一回・新人公演：あづみれいか、第二回・新人公演：三城礼）
- サヴァル伯爵-但馬久美
- ナタリー-南風まい
- ロベール-洋ゆり
- マダム・クール-葉山三千子
- クリスチャン-大浦みずき
- オノリーヌ-紫城いずみ

## 主な楽曲
- エーゲ海に想いを(主題歌)

(作詞 ： 柴田侑宏 作曲： 寺田瀧雄)
- 愛のデュエット
- 再び帰らぬ青春
- まぼろしの愛

（作詞：柴田侑宏 作曲：寺田瀧雄）
- 回想のスキャット

（作曲 ：寺田瀧雄）
- 快楽について
- 人間は変化する
- 私はこう考える

（作詞：柴田侑宏 作曲：吉崎憲治）
- 送別のパーティ
- ダニエルの決心
- 伯爵邸のサロン

（作曲：吉崎憲治）
曲
- じらさないで(シャンソン/Ne joue pas)

ほか
関連
宝塚歌劇 星組公演 実況録音 ミュージカルロマン 『エーゲ海のブルース』(1982年・LP/BR01-01P)